# Alfred Naujocks
Alfred Helmut Naujocks (Kiel, 20 de setembro de 1911 - Hamburgo, 4 de abril de 1966) foi um alemão, funcionário da SS durante o Terceiro Reich, participou do incidente de Gleiwitz.
Liderou a operação de bandeira falsa em Gleiwtz, na Polônia, dando início a Segunda Guerra Mundial. Seguindo ordens do seu chefe, Reinhard Heydrich, disfarçou-se de polaco e, com mais alguns agentes disfarçados, fingiram um ataque a um posto fronteiriço alemão, a estação de rádio de Gleiwitz deixando um cadáver de um militar polaco para trás, aumentando a credibilidade do acto. Nesse dia, 31 de Agosto de 1939, fingiram ainda mais escaramuças na fronteira. Esta foi a justificação que Hitler precisou para invadir a Polónia, dando início à Guerra.
Naujocks teve, contudo, um fim atribulado. Em 1941, discutiu com o seu chefe, Heydrich, e foi enviado para a linha da frente. Em 1943 serviu como administrador na Bélgica.
As tropas aliadas decidiram prendê-lo, devido aos incidentes que levaram à invasão da Polônia. No entanto, ele escapou do campo de prisioneiros de guerra em 1946, antes de ser julgado.
Nos julgamentos de Nuremberg, Naurocks não foi considerado um membro do alto escalão para ser julgado e participou apenas como testemunha.
Viveu em Hamburgo, onde vendeu a sua história de guerra a mídia. Alegadamente, ajudou ex-agentes da SS a fugir para a América do Sul no pós-guerra, em liberdade.
Morreu de ataque cardíaco em 4 de abril de 1966 em Hamburgo.